# Себольяти (река)

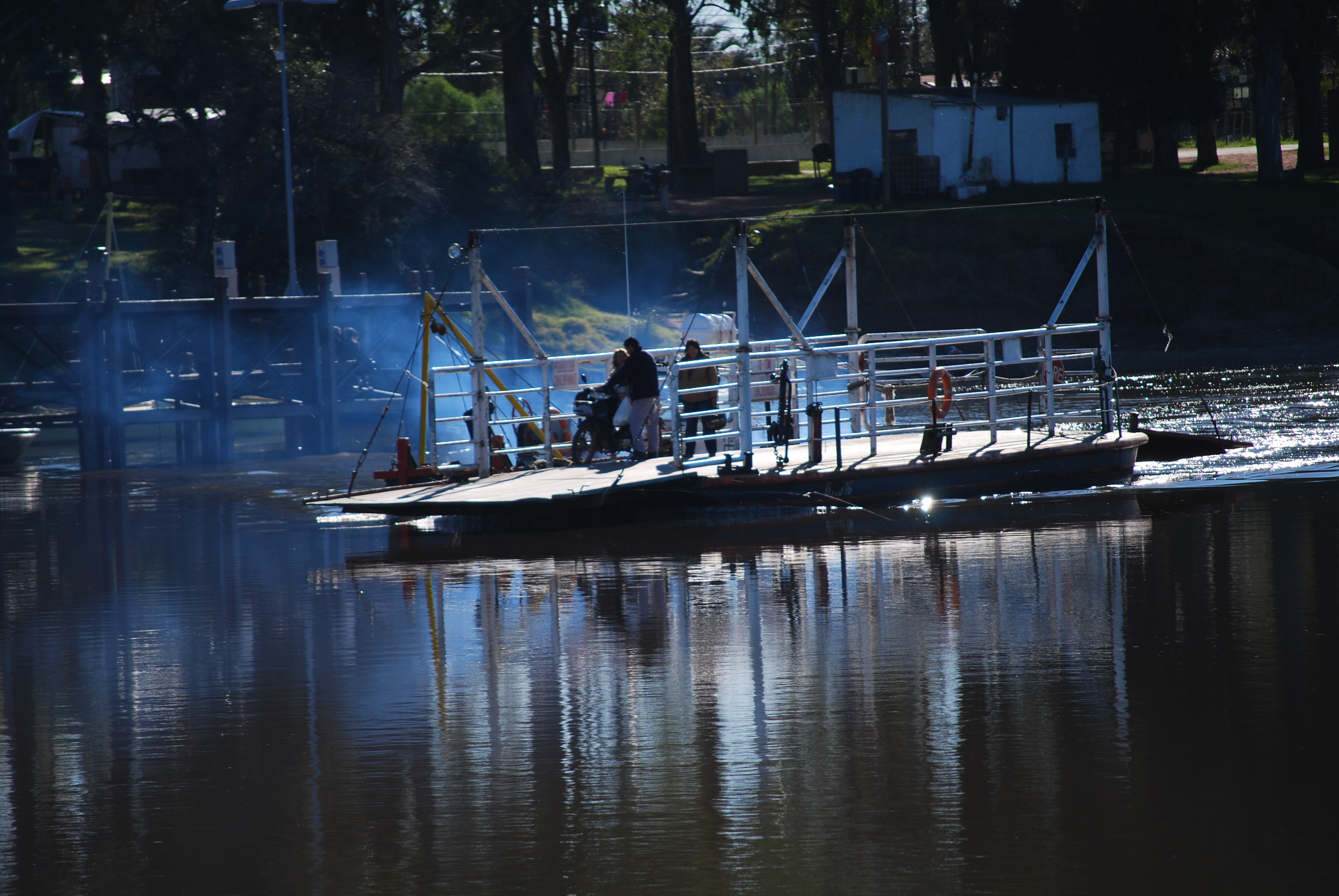
Плот на реке Себольяти

Себольяти (исп. Rio Cebollati) — река в республике Уругвай.

## География
Река Себольяти берёт начало на возвышенности Кучилья-Гранде в департаменте Лавальеха, течёт с юго-запада на северо-восток, в нижнем течении принимает свой основной приток Олимар-Гранде и впадает в озеро Лагоа-Мирин. По реке проходит большая часть границы между департаментами Роча и Трейнта-и-Трес.
Река Себольяти является одной из крупных рек страны, её длина составляет 235 км, а бассейн занимает площадь около 14085 км².